# Petar Šolić
Petar Šolić (Neorić, 5. lipnja 1948. – Baćina, 6. prosinca 1992.) bio je hrvatski katolički prelat i pomoćni biskup splitsko-makarski.
U prosincu 1991. papa Ivan Pavao II. imenovao ga je pomoćnim biskupom Splitsko-makarske nadbiskupije. Dana 6. siječnja naredne godine zaredio ga je za biskupa. Biskupski službu preuzeo je 2. veljače 1992. godine. Prije ređenja odbio je poći na posvećenje u Baziliku svetoga Petra dok se ne ispravi podatak da je svećenik iz Hrvatske, a ne Jugoslavije.
Nakon svega 11 mjeseci biskupske službe poginuo je u prometnoj nesreći na putu u neretvansko selo Otrić-Struge, 6. prosinca 1992. godine kod mjesta Baćina.